# Magyarhertelend
Magyarhertelend é uma vila da Hungria, situada no condado de Baranya. Tem 16,16 km² de área e sua população em 2019 foi estimada em 573 habitantes.